# Mistrovství světa v zápasu řecko-římském 2015
Mistrovství světa v zápasu řecko-římském 2015 proběhlo v Orleans Areně v Paradise u Las Vegas (Spojené státy americké) ve dnech 7.-9. září 2015. Pořadatelem turnaje byla Americká zápasnická federace (USA Wrestling), která je členem Mezinárodní zápasnické federace - United World Wrestling (UWW), dříve FILA. Mistrovství v Las Vegas pokračovalo ve dnech 9.-12. září mistrovstvím světa v zápasu ve volném stylu.

## Program
- pondělí – 7. září 2015 – pérová váha (−66 kg), velterová váha (−75 kg), těžká váha (−98 kg)
- úterý – 8. září 2015 – bantamová váha (−59 kg), lehká váha (−71 kg), střední váha (−80 kg), supertěžká váha (−130 kg)
- středa – 9. září 2015 – lehká těžká váha (−85 kg)

## Česká stopa
- -59 kg - Michal Novák (Jiskra Havlíčkův Brod)
- -66 kg - Matouš Morbitzer (PSK Olymp Praha)
- -71 kg - Filip Dubský (PSK Olymp Praha)
- -75 kg - Petr Novák (Jiskra Havlíčkův Brod)
- -80 kg - Pavel Powada (PSK Olymp Praha)
- -85 kg - Artur Omarov (CW Chomutov)

## Výsledky
| Kategorie | Podrobně | Zlato                  | Stříbro                 | Bronz                    | Bronz                     |
| --------- | -------- | ---------------------- | ----------------------- | ------------------------ | ------------------------- |
| -59 kg    | podrobně | Ismael Borrero (CUB)   | Rovšan Bajramov (AZE)   | Jun Wol-čchol (PRK)      | Almat Kebispajev (KAZ)    |
| -66 kg    | podrobně | Frank Stäbler (GER)    | Rju Han-su (KOR)        | Davor Štefanek (SRB)     | Arťom Surkov (RUS)        |
| -71 kg    | podrobně | Rasul Čunajev (AZE)    | Armen Vardanjan (UKR)   | Adam Kurak (RUS)         | Zakarias Tallroth (SWE)   |
| -75 kg    | podrobně | Roman Vlasov (RUS)     | Mark Madsen (DEN)       | Andy Bisek (USA)         | Dosžan Dartykov (KAZ)     |
| -80 kg    | podrobně | Selçuk Çebi (TUR)      | Viktor Sosunovský (BLR) | Júsef Gáderían (IRI)     | Laša Gobadze (GEO)        |
| -85 kg    | podrobně | Žan Beleňuk (UKR)      | Rustam Assakalov (UZB)  | Habíbolláh Achlágí (IRI) | Saman Tahmásibí (AZE)     |
| -98 kg    | podrobně | Artur Aleksanjan (ARM) | Gásem Rezáí (IRI)       | Islam Magomedov (RUS)    | Dmytro Tymčenko (UKR)     |
| -130 kg   | podrobně | Rıza Kaya'alp (TUR)    | Mijaín López (CUB)      | Bilal Machov (RUS)       | Oleksandr Černeckyj (UKR) |